# Закон діючих мас
Зако́н ді́ючих мас (рос. закон действующих масс; англ. mass action law; нім. Massenwirkungsgesetz n) —
1) У хімічній термодинаміці: для реакції
{\displaystyle \sum _{i}\nu _{i}{\text{A}}_{i}=0,\,}
де {\displaystyle A_{i}} — символи хімічних речовин, що беруть участь у реакції, {\displaystyle \nu _{i}} — стехіометричні коефіцієнти, концентрації (активності) реагентів {\displaystyle c_{i}} у стані хімічної рівноваги задовольняють залежність
{\displaystyle \prod _{i}c_{i}^{\nu _{i}}=K_{c}(P,T),}
де {\displaystyle K_{c}} — константа хімічної рівноваги.
Наприклад, при хімічній реакції з вихідними реагентами A та B і продуктами реакції С та D:
aA + bB = cC + dD, закон діючих мас записується ({\displaystyle k_{1}} — константа швидкості прямої реакції, {\displaystyle k_{2}} — константа швидкості зворотної реакції):
{\displaystyle w_{1}=k_{1}C_{A}^{a}C_{B}^{b}}
{\displaystyle w_{2}=k_{2}C_{C}^{c}C_{D}^{d}}
В умовах рівноваги ({\displaystyle w_{1}=w_{2}}):
{\displaystyle {\frac {k_{1}}{k_{2}}}={\frac {C_{C}^{c}C_{D}^{d}}{C_{A}^{a}C_{B}^{b}}}=K_{c}}.
2) У хімічній кінетиці: швидкість елементарної гомогенної реакції, для якої молекулярність збігається з порядком, при сталій температурі є прямопропорційною добуткові концентрацій реактантів у степенях, що дорівнюють стехіометричним коефіцієнтам речовин у рівнянні реакції:
{\displaystyle R=\gamma \prod c_{i}^{\nu _{i}}},
де {\displaystyle \gamma } — коефіцієнт пропорційності.
Закон діючих мас встановили Като Максиміліан Гульдберґ і Петер Вааґе в 1860—1870 роках.

## Теорія
У стані хімічної рівноваги при фіксованій температурі й тиску вільна енергія Гіббса повинна мати мінімальне значення, тому
{\displaystyle {\frac {\partial \Phi }{\partial N_{1}}}+{\frac {\partial \Phi }{\partial N_{2}}}{\frac {\partial N_{2}}{\partial N_{1}}}+\ldots =0}.
Виходячи з рівнянь реакції
{\displaystyle {\frac {\partial N_{i}}{\partial N_{1}}}={\frac {\nu _{i}}{\nu _{1}}}},
а тому
{\displaystyle \sum _{i}\mu _{i}\nu _{i}=0,\,}
де {\displaystyle \mu _{i}} — хімічний потенціал i-го реагента. Це рівняння є загальною формою запису закону, часткову форму якого можна отримати, виразивши хімічні потенціали через концентрації.
{\displaystyle \mu _{i}=k_{B}T\,\ln P_{i}+\chi _{i}(T),},
де {\displaystyle P_{i}} — парціальний тиск, а {\displaystyle \chi (T)} — певна функція від термператури. Парціальні тиски кожної з речовин, що беруть участь у реакції, пропорційні їхнім концентраціям. Після нескладних перетворень можна отримати
{\displaystyle \prod c_{i}^{\nu _{i}}=P^{-\sum _{i}\nu _{i}}e^{\sum _{i}\nu _{i}\chi _{i}/k_{B}T}=K_{c}(P,T)}.
Стала хімічної рівноваги не залежить від початкової концентрації реагентів, а визначається лише тиском і температурою.